# Liste von Rebsorten/X
Legende, Erläuterungen und Quellen: Siehe Hauptartikel!
Hinweise zu Änderungen bzw. Ergänzungen siehe Diskussion.
| Rebsorte - wichtige Synonyme                               | VIVC | Bild | Verw. | H.  | Spe.  | Abstammung             | Zü.J. | ha 2016 | Anbauländer  |
| ---------------------------------------------------------- | ---- | ---- | ----- | --- | ----- | ---------------------- | ----- | ------- | ------------ |
| Xara                                                       |      |      | RWT   |     | V.Vi. |                        |       | 0       | Portugal     |
| Xarello Rosado - Pansa Rosada                              |      |      | WWT   | ESP | V.Vi. |                        |       | 1       | Spanien      |
| Xarello - Xarello Blanco                                   |      |      | WWT   | ESP | V.Vi. | Heben × Brustiano Faux |       | 8.534   | Spanien      |
| Xynisteri - Local White Xynisteri, Topiko Aspro, Xynisteri |      |      | WWT   | CYP | V.Vi. |                        |       | 1.946   | Griechenland |
| Mavro Naoussis - Xynomavro                                 |      |      | RWT   | GRC | V.Vi. |                        |       | 2.135   | Griechenland |